# كارلوس كروز غونزاليس
كارلوس كروز غونزاليس (بالإسبانية: Carlos Cruz González)‏ هو فنان إسباني، ولد في 1 يونيو 1930 في موتريل في إسبانيا، وتوفي في 27 أبريل 2018.